# Lycopodium schwackei
Lycopodium schwackei là một loài thực vật có mạch trong Họ Thạch tùng. Loài này được (H. Christ) Herter mô tả khoa học đầu tiên năm 1949.